# Дальневосточный хвостокол
Дальневосточный хвостокол или красный хвостокол или гигантский хвостокол (лат. Dasyatis akajei) — вид рода хвостоколов из семейства хвостоко́ловых отряда хвостоколообразных надотряда скатов. Они обитают в тропических водах северо-западной и центрально-западной части Тихого океана. Встречаются на мелководье, заходят в солоноватые воды эстуариев. Максимальная зарегистрированная длина 2 м, а масса 10,7 кг. Грудные плавники этих скатов срастаются с головой, образуя ромбовидный диск. Хвост длиннее диска. Окраска вентральной поверхности диска яркого оранжево-красного цвета. Подобно прочим хвостоколообразным дальневосточные хвостоколы размножаются яйцеживорождением. Эмбрионы развиваются в утробе матери, питаясь желтком и гистотрофом. В помёте до 10 новорожденных. Рацион состоит в основном из ракообразных и костистых рыб. Являются объектом целевого промысла. Мясо съедобно и высоко ценится. Численность популяции снижается.

## Таксономия и филогенез
Впервые вид был научно описан немецкими натуралистами Иоганном Петером Мюллером и Фридрихом Генле в 1841 году как Trygon akajei на основании ранних записей Хейнриха Бёргера относительно вида Pastinaca akajei. Позднее род Trygon был признан синонимом рода Dasyatis. Видовой эпитет происходит от слов яп. 赤い (akai) «красный» и えい (ei) «скат». Для уточнения связей между популяциями этого вида, обитающим в центрально-западной и северо-западной частях Тихого океана, необходимы дальнейшие таксономические исследования.

## Ареал и места обитания
Дальневосточные хвостоколы обитают в северо-западной и центрально-западной частях Тихого океана у побережья Китая, Кореи, Японии (от Хоккайдо до Окинавы) и Тайваня. Есть данные о присутствии этого вида в водах Таиланда, Филиппин, Фиджи и Тувалу, однако они требуют подтверждения. Дальневосточные хвостоколы встречаются на мелководье и континентальном шельфе на глубине от 10 м. Подобно большинству хвостоколов они ведут донный образ жизни. Иногда заходят в солоноватые воды эстуариев рек.

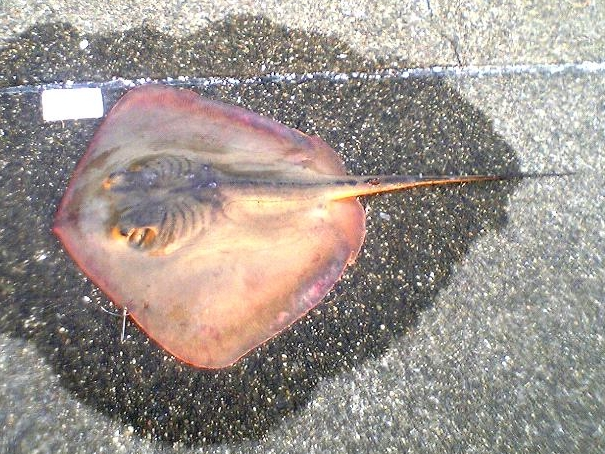
Окраска дорсальной поверхности дальневосточного хвостокола.

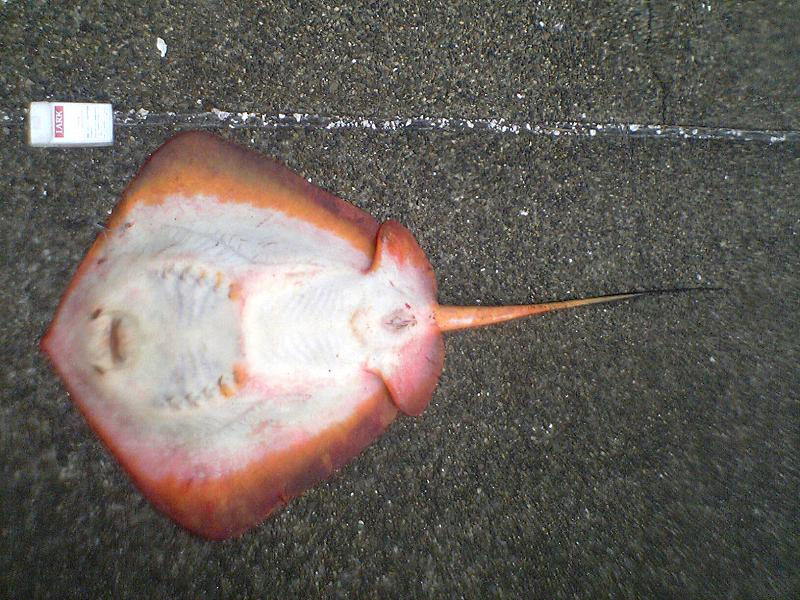
Окраска вентральной поверхности диска дальневосточного хвостокола.

## Описание
Грудные плавники этих скатов срастаются с головой, образуя ромбовидный плоский диск, ширина которого почти равна длине, с закруглёнными плавниками («крыльями»). Передний край диска слегка выгнут, рыло чуть заострённое, немного выступает за пределы диска. Позади мелких глаз расположены брызгальца, которые почти в 2 раза превышают их по размеру. На вентральной поверхности диска расположены 5 жаберных щелей, рот и ноздри. Между ноздрями пролегает лоскут кожи с бахромчатым нижним краем. Рот изогнут в виде дуги. Зубы выстроены в шахматном порядке и образуют плоскую поверхность. В отличие от зубов самок и неполовозрелых особей зубы самцов заострены и загнуты вниз. Дно ротовой полости покрыто 3 рядами выростов, иногда есть 2 ряда по бокам. Во рту имеется 40—51 верхних и 39—49 нижних зубных рядов. Широкие брюшные плавники закруглены. Кнутовидный хвост в 1,5 раза длиннее диска. Как и у других хвостоколов на дорсальной поверхности хвостового стебля расположен зазубренный шип, соединённый протоками с ядовитой железой. Периодически шип обламывается и на его месте вырастает новый. Позади шипа на хвостовом стебле расположена дорсальная и вентральная кожные складки. У молодых скатов кожа лишена чешуи. У взрослых особей область между и позади глаз покрыта костяными бляшками, вдоль спины пролегает ряд колючек. Перед ядовитым шипом вдоль центральной линии хвоста также имеется от 1 до 6 крупных колючек. Позади ядовитого шипа хвост до кончика покрыт мелкими шипиками. Окраска дорсальной поверхности диска ровного коричневого цвета. Иногда область перед глазами окрашена в жёлтый или оранжевый цвет. Вентральная поверхность диска покрыта яркими оранжево-красными пятнами. Для Dasyatis laosensis также характерна подобная окраска, кроме того эти скаты имеют схожие меристические признаки, однако они отличаются от дальневосточных хвостоколов формой диска, областями покрытия чешуёй и окраской дорсальной поверхности диска. Максимальная зарегистрированная длина 2 м, ширина диска 66 см, а масса 10,7 кг.

## Биология
Будучи сверххищником дальневосточные скаты играют важную экологическую роль в прибрежной донной трофической сети. Главным компонентом их рациона являются ракообразные, за ними по убыванию важности следуют мелкие костистые рыбы, кольчатые черви, тогда как на моллюсков они охотятся редко. В Токийском заливе самцы этих скатов поедают в основном рачков Crangon affinis, самки — Oratosquilla ijimai, а неполовозрелые особи — Anisomysis ijimai. Из рыб основу рациона составляют дальневосточные сардины, на втором месте стоит белопятнистый морской угорь.
Самцы и самки достигают половой зрелости при ширине диска 35—40 см и 50—55 см, соответственно. В ходе ухаживания самец следует за самкой и кусает её за край диска загнутыми острыми зубами. Подобно прочим хвостоколообразным дальневосточные хвостоколы относятся к яйцеживородящим рыбам. Эмбрионы развиваются в утробе матери, питаясь желтком и гистотрофом. В помёте 1—10 новорожденных.
На дальневосточных хвостоколах паразитируют ленточные черви Acanthobothrium macrocephalum, Rhodobothrium pulvinatum и Tetragonocephalum akajeinensis, моногенеи Dendromonocotyle akajeii и Heterocotyle chinensis, пиявки Pterobdella amara, нематоды Porrocaecum laymani и Terranova amoyensis.

## Взаимодействие с человеком
Ядовитый шип на хвосте делает дальневосточных хвостоколов потенциально опасными для человека. Айны традиционно использовали высушенный шип в качестве отравленного оружия. Эти скаты попадаются в качестве прилова при коммерческом промысле с помощью донных тралов, жаберных сетей и ярусов. В Японии мясо дальневосточных хвостоколов высоко ценится, его едят в основном осенью и зимой. Употребляют в отварном виде и в качестве ингредиента для супа-мисо или камабоко. Ежегодный улов этих скатов японскими рыболовными судами снизился с 20 000 тонн в 1950 году до 3959—5388 тонн в 1997—2004 годах. Подобное сокращение численности популяции объясняется переловом и низким уровнем воспроизводства. Международный союз охраны природы присвоил этому виду статус сохранности «Близкий к уязвимому положению».